# Pro Bowl 1997
Match précédent Match suivant
Le AFC-NFC Pro Bowl 1997 est le Match des étoiles de football américain de la National Football League pour la saison 1996. Il se joue au Aloha Stadium d'Honolulu le 2 février 1997 entre les meilleurs joueurs des deux conférences de la NFL, la National Football Conference et l'American Football Conference. La rencontre est remportée sur le score de 26 à 23 par l'équipe représentant l'American Football Conference.